# Tommy & Pamela
«Tommy & Pamela» es una canción del cantante mexicano Peso Pluma y su compatriota cantautora Kenia Os. Fue lanzado el 18 de julio de 2024, a través de Double P Records, como el noveno sencillo del cuarto álbum de estudio de Peso Pluma, Éxodo (2024), y también el quinto del disco 2. La canción, titular y temáticamente, gira en torno a la relación del músico estadounidense Tommy Lee y la actriz canadiense-estadounidense Pamela Anderson, así como a su infame video sexual.

## Antecedentes y composición
En mayo de 2024, Peso Pluma anunció su cuarto álbum de estudio Éxodo y reveló su lista de canciones, donde «Tommy & Pamela» apareció como parte del segundo disco del álbum, como su séptima canción y la canción número 23 del álbum en general. Una referencia titular y temática a la relación del músico estadounidense Tommy Lee y la actriz canadiense-estadounidense Pamela Anderson, «Tommy & Pamela» es una canción de reguetón que contiene versos que mencionan el infame video sexual de la pareja antes mencionada. Se menciona en la letra cantada por Kenia Os, «Grabemos la secuela del sextape de Tommy y Pamela».

## Lanzamiento y promoción
«Tommy & Pamela» se lanzó originalmente el 20 de junio de 2024, como la canción número 23 de Éxodo en general. Se lanzó como el noveno sencillo del álbum en general el 18 de julio de 2024, y se lanzó un video musical el mismo día. En el video, se ve a Peso Pluma con tatuajes, una camisa blanca y gafas de sol, similar a lo que Tommy Lee usó como baterista de la banda de heavy metal Mötley Crüe, mientras que se ve a Kenia Os recreando una escena de la película Barb Wire (1996), en la que Pamela Anderson protagoniza.

## Posicionamiento en listas
| Lista (2024)                             | Mejor posición |
| ---------------------------------------- | -------------- |
| Global Excl. U.S. (Billboard)            | 137            |
| México (Billboard)                       | 4              |
| Puerto Rico (Monitor Latino)             | 8              |
| EE. UU. Hot Latin Songs (Billboard)      | 24             |
| EE. UU. Latin Airplay (Billboard)        | 47             |
| EE. UU. Latin Rhythm Airplay (Billboard) | 16             |